# Линдсей, Рональд
Рональд Линдсей (Линдси; англ. Ronald Charles Lindsay; 3 мая 1877 — 21 августа 1945) — дипломат Великобритании.
Из аристократической семьи: 6-й сын 26-го графа Кроуфорда.
Входил в Тайный совет Великобритании.
Учился в колледже Винчестера.
C 1898 года на дипломатической службе.
В 1905—1907 годах второй секретарь посольства Великобритании в Вашингтоне.
В 1919—1920 годах советник посольства Великобритании в Вашингтоне.
В 1925—1926 годах посол Великобритании в Турции.
В 1926—1928 годах посол Великобритании в Германии.
В 1928—1930 годах постоянный заместитель министра иностранных дел Великобритании.
В 1930—1939 годах посол Великобритании в США.
На годы его работы послом пришёлся визит короля Георга VI и королевы Елизаветы в США в 1939 году.
Рыцарь Большого креста ордена Бани (1922).
Рыцарь-командор ордена Святого Михаила и Святого Георгия (1926).
Командор Королевского Викторианского ордена.
Был женат дважды, оба раза на американках, первый раз с 1909 года на Марте, дочери бывшего сенатором от штата Пенсильвания Джеймса Кэмерона, а после её смерти в 1918 году с 1924 года на Элизабет, внучке Уильяма Текумсе Шермана.